# Aday Benítez
Francesc Aday Benítez Caraballo (Sentmenat, 16 dicembre 1987) è un ex calciatore spagnolo, di ruolo difensore.

## Caratteristiche tecniche
È un terzino destro.

## Carriera

### Giocatore
Il 19 agosto 2017 ha debuttato nella Liga con il Girona in un match pareggiato 2-2 contro l'Atlético Madrid.

### Allenatore
Ha allenato nelle serie minori spagnole.

## Statistiche

### Presenze e reti nei club
| Stagione            | Squadra             | Campionato          | Campionato | Campionato | Coppe nazionali | Coppe nazionali | Coppe nazionali | Coppe continentali | Coppe continentali | Coppe continentali | Altre coppe | Altre coppe | Altre coppe | Totale | Totale | Totale |
| Stagione            | Squadra             | Comp                | Pres       | Reti       | Comp            | Pres            | Reti            | Comp               | Pres               | Reti               | Comp        | Pres        | Reti        | Pres   | Reti   |        |
| ------------------- | ------------------- | ------------------- | ---------- | ---------- | --------------- | --------------- | --------------- | ------------------ | ------------------ | ------------------ | ----------- | ----------- | ----------- | ------ | ------ | ------ |
| 2009-2010           | Sant Andreu         | SB                  | 25         | 2          | CR              | 0               | 0               |                    | -                  | -                  |             | -           | -           | 25     | 2      |        |
| 2010-2011           | Sant Andreu         | SB                  | 29         | 2          | CR              | 2               | 0               |                    | -                  | -                  |             | -           | -           | 31     | 2      |        |
| Totale Sant Andreu  | Totale Sant Andreu  | Totale Sant Andreu  | 54         | 4          |                 | 2               | 0               |                    | -                  | -                  |             | -           | -           | 56     | 4      |        |
| 2011-2012           | L'Hospitalet        | SB                  | 28         | 1          | CR              | 4               | 0               |                    | -                  | -                  |             | -           | -           | 32     | 1      |        |
| 2012-2013           | L'Hospitalet        | SB                  | 35         | 7          | CR              | 1               | 0               |                    | -                  | -                  |             | -           | -           | 36     | 7      |        |
| Totale L'Hospitalet | Totale L'Hospitalet | Totale L'Hospitalet | 63         | 8          |                 | 5               | 0               |                    | -                  | -                  |             | -           | -           | 68     | 8      |        |
| 2013-2014           | Tenerife            | SD                  | 13         | 0          | CR              | 1               | 0               |                    | -                  | -                  |             | -           | -           | 14     | 0      |        |
| 2014-2015           | Girona              | SD                  | 34         | 3          | CR              | 2               | 0               |                    | -                  | -                  |             | -           | -           | 36     | 3      |        |
| 2015-2016           | Girona              | SD                  | 28         | 2          | CR              | 0               | 0               |                    | -                  | -                  |             | -           | -           | 28     | 2      |        |
| 2016-2017           | Girona              | SD                  | 35         | 0          | CR              | 0               | 0               |                    | -                  | -                  |             | -           | -           | 35     | 0      |        |
| Totale Carriera     | Totale Carriera     | Totale Carriera     | 227        | 17         |                 | 10              | 0               |                    | -                  | -                  |             | -           | -           | 237    | 17     |        |

## Palmarès

### Giocatore

#### Competizioni nazionali
- Segunda División B: 2

Sant Andreu: 2009-2010
L'Hospitalet: 2012-2013

### Allenatore

#### Competizioni nazionali
- Segunda Federación: 1

CE Europa: 2024-2025 (gruppo 3)